# Михаил Шчербатов
Михаи́л Миха́йлович Шчерба́тов е руски княз, историк и публицист. Почетен член на Петербургската академия на науките и член на Руската императорска академия.
Автор на второто по ред – след това на Василий Татишчев, систематизирано изследване по история на Русия.